# Зденко Колацио
Зденко Колацио (Сушак, 24. септембар 1912 — Загреб, 18. мај 1987) био је хрватски урбаниста и архитекта.

## Биографија
Рођен је 1912. године у Сушаку, Ријека. У родном месту је завршио гимназију 1930, а 1935. дипломирао архитектуру на Техничком факултету у Загребу. У градској скупштини Сушака радио је од 1937–1939. на генералном регулационом плану града (с В. Јамницким и Мирком Премужићем).
Након Другог светског рата учествовао је у обнови Ријеке (коаутор студије урбанистичкога плана града 1946. и аутор реконструкције градске обале 1946–1960) те 1952. основао и до 1956. водио Урбанистички институт за Истру и Хрватско приморје (коаутор урбанистичког плана Умага, 1952–53, са Зденком Силом и Миром Ружић). Година 1956–1971. био је у Загребу директор Урбанистичког завода града, потом радио у Републичком секретаријату за урбанизам, грађевинарство, стамбене и комуналне послове, а од 1972. до пензионисања 1974. био директор у архитектонском бироу „Загреб-пројект“. Након земљотреса у Скопљу 1963. био је члан саветодавног одбора УН за обнову града.
Био је коаутор идејног урбанистичког решења јужног Загреба (1962) за потребе 250 000 становника, засебних идејних пројеката насеља Трнско (1959–60) и Сигет (1963), средишта Запруђа (1967) те урбанистичких планова Воловчице (1964), Сопота (1965), Завртнице и Равница (1966). Водио је израдбу урбанистичког програма града из 1964. (према којем је 1971. донесен и прихваћен Генерални урбанистички план Загреба).
Пројектовао је меморијалне споменике и спомен-паркове, углавном на тему Народноослободилачке борбе.
Сарађивао је у ликовним енциклопедијама Југославенског лексикографског завода. Добитник је награда за животно дело “Виктор Ковачић” (1974) и „Владимир Назор“ (1983), годишњих „Владимир Назор“ (1976) и Награде „Борбе“ (1980) те међународне Хердерове награде (1979). Био је дописни члан Академије за урбанизам Савезне Републике Немачке и Аустријског друштва за истраживање и планирање простора.

## Остварења
Нека од његових најзначајнијих остварења су:
- Спомен-гробница Владимира Гортана, Берам 1952-1953, у сарадњи са Зденком Силом
- Спомен-парк Шубићевац, Шибеник 1961-1962, у сарадњи с Костом Ангелијем Радованијем
- Споменик палим борцима, Трсат, Ријека 1959.
- Споменик Оснивачком конгресу КПХ, Самобор 1959-1960.
- Споменик палим борцима, Подсусед, Загреб 1961.
- Споменик палим борцима, Фердинандовац, 1961-1962.
- Споменик Саветовању у шуми Абез, Вргинмост 1966.